# Sembat Lputian
Sembat Gareguínovitx Lputian (en armeni: Սմբատ Լպուտյան; Yerevan, 14 d'abril de 1958) és un jugador d'escacs armeni, que té el títol de Gran Mestre (GM). Va assolir el títol de MI el 1982, i el de GM el 1984. El desembre de 2009, li fou atorgat el títol de "Mestre Honorífic de l'Esport de la República d'Armènia".
Tot i que s'ha mantingut inactiu com a jugador des de l'any 2009, a la llista d'Elo de la FIDE del novembre de 2015, hi tenia un Elo de 2574 punts, cosa que en feia el jugador número 14 d'Armènia. El seu màxim Elo va ser de 2640 punts, a la llista de gener de 2005 (posició 60 al rànquing mundial).

## Resultats destacats en competició
En torneigs, fou primer a Berlín 1982, a Atenes 1983, a Irkutsk 1983, a Sarajevo 1985, a Irkutsk 1986, al Torneig de Hastings 1986-87, i primer al Torneig de Dortmund 1988.
Lputian ha guanyat el Campionat d'escacs d'Armènia, en 4 ocasions, les dues primeres en època soviètica, els anys 1978 i 1980, i les altres dues, ja de l'Armènia independent, els anys 1998 i 2001. Ha participat, representant Armènia, en totes les Olimpíades d'escacs entre els anys 1992 i 2006, assolint tres medalles de bronze i una d'or per equips, i dues medalles de plata individuals. El 2002, va formar part de l'equip olímpic d'Armènia que va obtenir la medalla de bronze a l'Olimpíada de Bled). Lputian va ser també un dels jugadors que van contribuir, juntament amb Levon Aronian, Vladímir Akopian, Karèn Asrian, Gabriel Sargissian, i Artaixès Minassian, que l'equip armeni d'escacs guanyés l'or a l'Olimpíada de Torí de 2006, per davant de la Xina i dels Estats Units.
L'any 2000 participà en el fort Torneig Corus d'escacs, tot i que hi va quedar penúltim, (el campió fou Garri Kaspàrov).